# Stazione meteorologica di Stella San Bernardo
La stazione meteorologica di Stella San Bernardo è la stazione meteorologica di riferimento relativa all'omonima località del territorio comunale di Stella.

## Coordinate geografiche
La stazione meteorologica si trova nell'Italia nord-occidentale, in Liguria, in provincia di Savona, nel comune di Stella, in località San Bernardo, a 372 metri s.l.m. e alle coordinate geografiche 44°23′N 8°29′E.

## Dati climatologici
In base alla media trentennale di riferimento 1961-1990, la temperatura media del mese più freddo, gennaio, si attesta a +4,3 °C; quella del mese più caldo, luglio, è di +22,2 °C.
| Stella San Bernardo | Mesi | Mesi | Mesi | Mesi | Mesi | Mesi | Mesi | Mesi | Mesi | Mesi | Mesi | Mesi | Stagioni | Stagioni | Stagioni | Stagioni | Anno |
| Stella San Bernardo | Gen  | Feb  | Mar  | Apr  | Mag  | Giu  | Lug  | Ago  | Set  | Ott  | Nov  | Dic  | Inv      | Pri      | Est      | Aut      | Anno |
| ------------------- | ---- | ---- | ---- | ---- | ---- | ---- | ---- | ---- | ---- | ---- | ---- | ---- | -------- | -------- | -------- | -------- | ---- |
| T. max. media (°C)  | 6,8  | 8,0  | 11,0 | 14,9 | 19,3 | 23,3 | 26,4 | 25,8 | 22,7 | 17,3 | 11,6 | 8,6  | 7,8      | 15,1     | 25,2     | 17,2     | 16,3 |
| T. min. media (°C)  | 1,9  | 2,8  | 5,3  | 8,6  | 12,1 | 15,6 | 18,0 | 18,2 | 15,8 | 11,6 | 6,9  | 3,8  | 2,8      | 8,7      | 17,3     | 11,4     | 10,1 |